# Мрзим споре ствари
Мрзим споре ствари је поп песма хрватске певачице Ане Бебић, снимљена за избор Хрватске за Песму Евровизије 2009.   Песма је завршила на 12. месту са укупно 13 бодова. 

## Дора 2009.
Ана Бебић, једна од хрватских такмичарки за музички талент шоу Операција тријумф, аутоматски се пласирала у финале хрватске националне селекције ХРТ Дора за Песму Евровизије 2009. године.  Бебић је ушла са песмом Мрзим споре ствари.  Финална манифестација Дора 2009 одржана је 29. фебруара 2009. године, на којој је учествовало шеснаест такмичара; Прва је наступала Бебић. Њене песме су добиле само два поена од жирија и 11 поена од гласова публике, а завршила на 12. месту са укупно 13 поена. 

## Композиција
Мрзим споре ствари написали су хрватски композитори Мира Буљан и Ненад Ничевић.  Нинчевић је описао као „другачију”, „модерну”, „бунтовничку” и „тотално западњачку”. 

## Топ листе
| Листа                 | Највиши положај |
| --------------------- | --------------- |
| Српска листа синглова | 8               |